# ヘレニック語派
ヘレニック語派（ヘレニックごは、英: Hellenic languages）またはギリシャ語派（ギリシャごは）はインド・ヨーロッパ語族の語派のひとつである。ギリシャ語が含まれる。

## 分類
ヘレニック語派に含まれる言語は現在ではギリシャ語のみであるが、その方言や古代ギリシャ語を別言語とし、複数言語が含まれるとする場合もある。さらに古代マケドニア語が含まれる可能性がある。フリュギア語とは最も近い関係であったと考えられており、現存する語派の中ではアルメニア語に最も近いとする研究もある。